# Эккель, Инге
Инге Эккель (в замужестве — Штихер) (нем. Inge Eckel (Sticher), 7 октября 1932, Нойнкирхен, Рейнская провинция — 23 июля 2003, Саарбрюккен) — саарская легкоатлетка, выступавшая в беге на короткие дистанции и прыжках в длину. Участница летних Олимпийских игр 1952 года.

## Биография
Инге Эккель родилась 7 октября 1932 года в немецком городе Нойнкирхен.
Выступала в легкоатлетических соревнованиях за «Нойнкирхен-1860» из Нойнкирхена.
В 1952 году вошла в состав сборной Саара на летних Олимпийских играх в Хельсинки. В эстафете 4х100 метров сборная Саара, за которую также выступали Инге Гласхёрстер, Хильда Антес и Урсель Фингер, заняла последнее, 5-е место в полуфинале, финишировав с рекордом страны 49,22 секунды и уступив 1,9 секунды попавшей в финал со 2-го места сборной Нидерландов.
В 1954 году участвовала в чемпионате Европы по лёгкой атлетике в Берне. В прыжках в длину заняла последнее, 23-е место (4,90 метра), в беге на 100 метров выбыла в четвертьфинале (12,5), в эстафете 4х100 метров сборная Саара, за которую также выступали Хельга Хоффман и Труди Шаллер и Урсель Фингер, заняла последнее, 5-е место в полуфинале с рекордом страны — 48,3.
Умерла 23 июля 2003 года в немецком городе Саарбрюккен.

## Личный рекорд
- Бег на 100 метров — 12,3 (1954)[1]